# Kravl
Kravl je najhitrejša plavalna tehnika, pri kateri noge in roke izmenično opravljajo delo – sestavljeno je iz aktivnih in pasivnih gibov, ki si sledijo drug drugemu. Telo mora zavzemati čim bolj vodoraven položaj v vodi, saj je plavalec tako deležen najmanjšega upora vode, hkrati pa ta položaj omogoča tudi pravilno delo nog. Ker je kravl najhitrejša tehnika plavanja, jo plavalci uporabljajo predvsem pri plavalni disciplini prosto.